# 網上撲克
線上撲克（英語：Online poker）顧名思義就是在網際網路上的撲克遊戲。網上撲克的玩家數在全世界持續上升，Christiansen Capital Advisors指出網上撲克的收益已從2001年的8,270萬美元升至2005年的24億美元DrKW and Global Betting and Gaming Consultants於2004年的統計是14億美元  美國會計師行Joseph Eve, Certified Public Accountants在聽證會上表示，估計博彩注碼中有1/4是網上下注的。網上撲克以德州撲克為主，亦有奧馬哈等不同版本提供。網上撲克有別於實戰撲克，玩家可以同時玩多局，而且不會被對方透過面部表情試探自己的卡牌，與實戰撲克不同的是，All-in輸了也不會感到尷尬，因此網上撲克玩家的注碼一般都較隨意。

## 监管
2018年左右，中国大陆对在线棋牌类游戏监管趋严，多家游戏企业被要求停止、终止德州类游戏的运营。多个以合法资质运营的平台也因涉赌而被立案查禁。
塞浦路斯曾于2012年颁布法律，禁止扑克在内的在线赌博。2015年颁布的新法案将线下与线上赌场改为许可制。